# ビゲロー拡張式活動モジュール
ビゲロー拡張式活動モジュール（ビゲローかくちょうしきかつどうモジュール、Bigelow Expandable Activity Module、BEAM）は、NASAとの契約によって、ビゲロー・エアロスペースが国際宇宙ステーション（ISS）の一時的なモジュールとして、2016年から契約可能な場合に最長2028年まで試験するために開発した実験的な拡張式宇宙ステーションのモジュール。2016年4月10日にISSに到着し、2016年4月16日にステーションに取り付けられ、2016年5月28日に拡張および与圧された。当初は2年間の試験の予定だったが、追加の貨物保管場所として予想を超えて使用されている。ビゲロー・エアロスペースが2021年に運用を停止して以来、このモジュールはNASAが所有している。

## 来歴
NASAでは1960年代に膨張式居住環境についての考察をはじめ、1990年代末にはトランスハブ膨張式モジュールのコンセプトを開発した。トランスハブ計画は2000年に議会によって打ち切られ、ビゲロー・エアロスペースが民間宇宙ステーションの設計を求めて、NASAが開発した特許の権利を購入した。2006年および2007年に、2基の実証用モジュールであるジェネシスIとジェネシスIIを軌道上に打ち上げた。
NASAは、2010年初めから、さまざまな潜在的なミッションに向けて拡張可能なモジュール技術の分析を再開した。2010年に提案された国際宇宙ステーション用のトーラス型保管モジュールを提供するために、民間プロバイダーのビゲロー・エアロスペースからの調達を含む様々なオプションが検討された。環状BEAMの設計の1つの用途は、NASAのNautilus-X マルチミッション探査コンセプト機のさらなる開発に先立つ遠心機の実証としてだった。2011年1月、ビゲローは、BEAMモジュールが製造され、飛行準備が整うのは、製造契約が確保された24ヶ月後であると予測した。

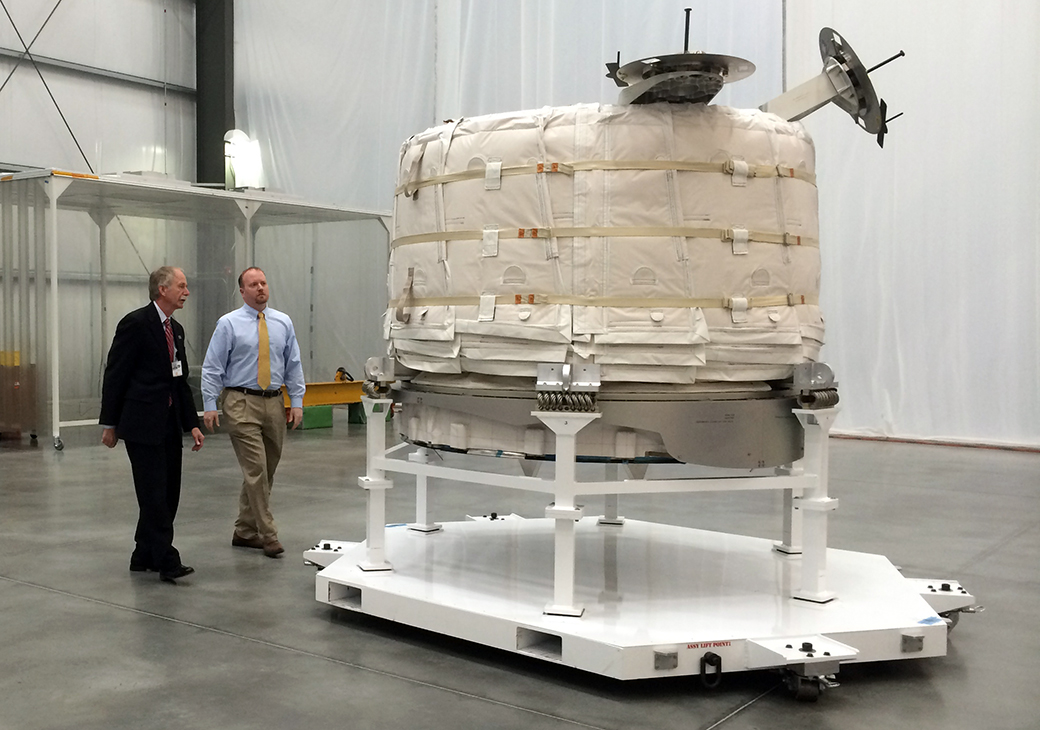
ネバダ州ノースラスベガスのビゲロー・エアロスペースの施設で完成したBEAM飛行ユニット

2012年12月20日、NASAはビゲロー・エアロスペースに対してNASAの先進探査システム（AES）計画に基づいてビゲロー拡張式活動モジュール（BEAM）を構築するための1780万米ドルの契約を締結した。シエラ・ネヴァダ・コーポレーションは、2013年5月に受注した固定価格契約のもとで、200万米ドルで共通結合機構を建造した。2013年半ばに公開されたNASAの計画では、このモジュールは2015年にISSに搬入される予定だった。
2013年には、BEAMのミッション終了時にはISSから取り外されて再突入時に燃え尽きることが計画されていた。
2015年3月12日に、ネバダ州ノースラスベガスのビゲロー・エアロスペースの施設で行われたプレスイベントでは、コンパクトにまとめられ、カナダアーム2用把持フィクスチャーが取り付けられて完成したISSフライトユニットがメディア向けに公開された。
2021年12月、ビゲロー社はBEAMの所有権をNASAのジョンソン宇宙センターに譲渡した。ビゲロー・エアロスペースの活動の譲渡に伴い、NASAはBEAMの技術的サポートをビゲローの以前の下請け会社であるATAエンジニアリングと契約した。

## 展開と状態

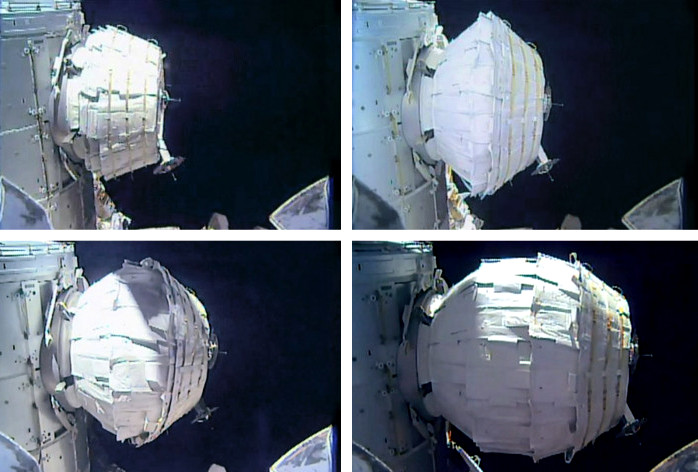
BEAMの拡張の進行

2015年始め、BEAMは次に利用可能なISSへの輸送機であるスペースX CRS-8での展開が予定されており、2015年9月に打ち上げられる予定だった。2015年6月のスペースX CRS-7の打ち上げ時のロケット故障によって、BEAMの納入は延期された。スペースX CRS-8の打ち上げは2016年4月8日に成功し、2016年4月10日にドラゴン輸送機がハーモニーモジュールの天底側に係留された。2016年4月16日に、イギリス人宇宙飛行士ティム・ピークがカナダアーム2を使ってBEAMをドラゴン宇宙機のトランクから取り出し、トランクウィリティーノードの後方側ポートに設置した。
モジュールを膨張させる最初の試みは2016年5月26日に行われたが、モジュールの膨張が最小限の状態でBEAM内部の気圧が予想以上に高いことが検出されたため中断された。この試みは二時間後に中止された。拡張と展開の失敗の原因としては、モジュールの膨張が予想外に10ヶ月延期された結果、生地の層が固着した可能性がある。モジュールは2016年5月28日に7時間かけて拡張され、空気は25回、合計2分27秒間注入された。全長は収納時から170 cm (67 in)から延長されたが、想定よりも2.5 cm (0.98 in)短かった。拡張完了後、BEAM内の空気タンクが開放され、モジュール内の気圧をISSの気圧と同じにした。このモジュールは2年間モニターされることになっていた。
2016年6月6日、ジェフリー・ウィリアムズ飛行士とオレグ・スクリポチカ飛行士がBEAMのハッチを開けて入り、空気サンプルの採取、センサーからの拡張データのダウンロード、監視装置の設置を行った。BEAMへのハッチは、3日間のテストの後、2016年6月8日に再密閉された。同年の2016年9月29日には、宇宙飛行士のキャスリーン・ルビンスがモジュールに入り、一時的な監視装置を設置するために、第2ラウンドのテストが行われた。
NASAは2017年5月、宇宙で1年間過ごした後、BEAMの計器が「おそらく数回の微小隕石破片の衝突」を記録したが、モジュールの保護層は貫通に耐えたと言及した。モジュール内のモニターからの初期の結果は、銀河宇宙線レベルが宇宙ステーションの他の部分の放射線レベルに匹敵することを示していた。さらなる試験によって、膨張式構造が従来の金属モジュールよりも放射線に対する耐性が高いかどうかを明らかにすることになっている。
2017年10月、このモジュールは2020年までISSに取り付けられたままとなり、さらに2回の1年間の延長オプションがあると発表された。このモジュールは、ステーション内の利用可能なスペースを確保するために、最大130個の貨物輸送バッグを保管するために使用される。ISS乗組員は2017年11月にBEAMを保管スペースとして使用できるように準備する作業を開始した。
2019年7月にエンジニアリング評価によってBEAMが期待された性能を上回り、容積に制約があるステーションの中核的な貨物保管モジュールとなったため、2028年までステーションに取り付けていられる能力があると認定された。BEAMが延長された運用期間を継続できるようにするには、契約の延長が必要となる。
ビゲロー・エアロスペースの全ての活動の停止に伴い、BEAMの開発は終了した。技術的サポートはビゲローの下請け会社であるATAエンジニアリングに引き継がれたが、開発は継続されない。

## 目的
BEAMは、拡張型生息環境技術を試験および検証するための実験プログラムである。BEAMのパフォーマンスが良好であれば、深宇宙を旅する将来の乗組員のための拡張可能な居住構造の開発につながる可能性がある。2年間の実証期間は次の通り：
- 商用膨張式モジュールの起動と展開を実証する。膨張式シェルの折り畳みおよび梱包技術の実践。ISSへの上昇中の膨張式シェルの通気システム実践。
- 膨張式構造物の放射線防護（英語版）の判定。
- 熱的、構造的、機械的耐久性、長期的な漏れ性能など、商用インフレータブル構造の設計パフォーマンスの実証。
- 飛行ミッションにおける膨張式構造物の安全な展開と操作の実証。

## 特徴

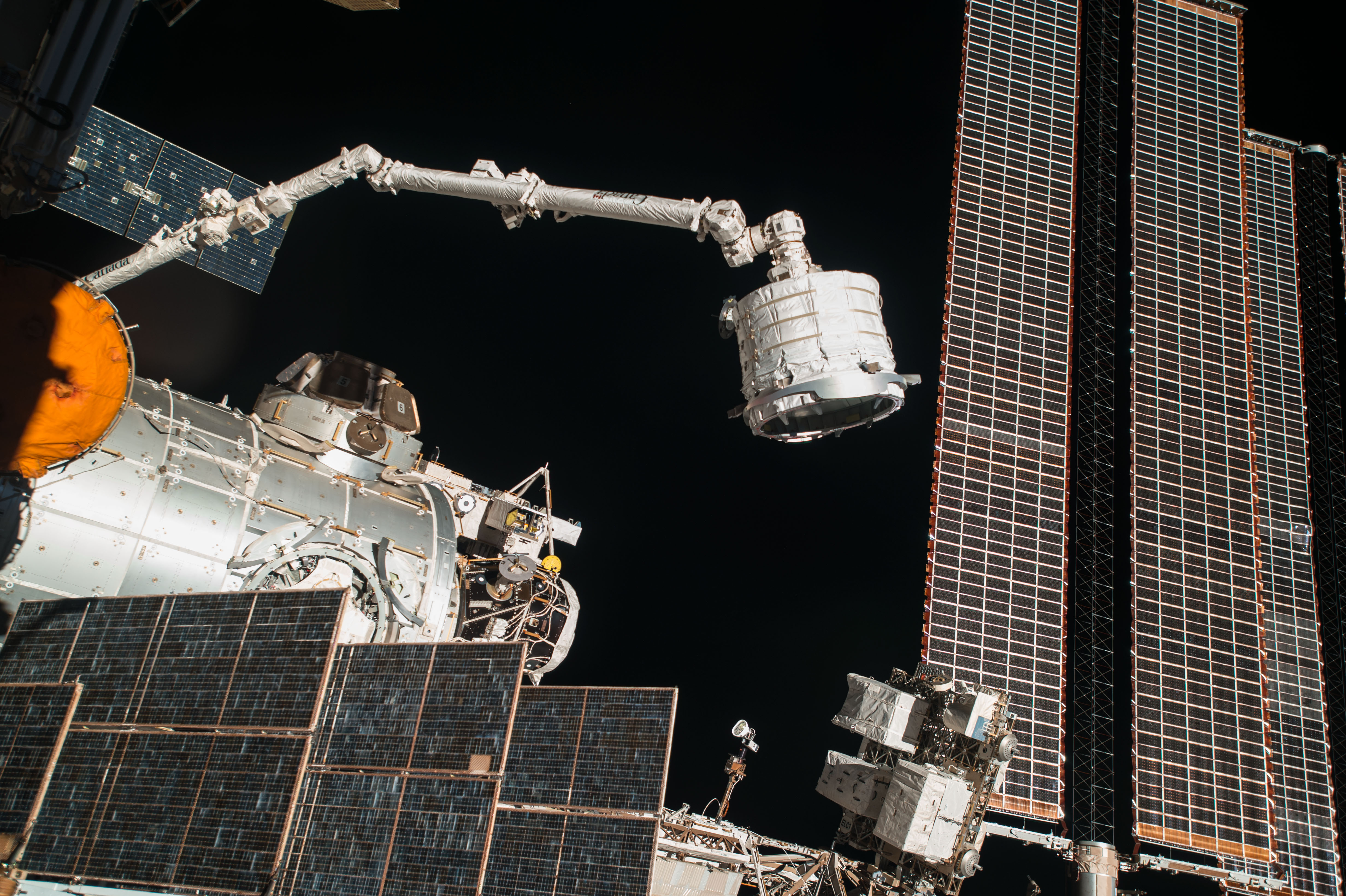
2016年4月にトランクウィリティモジュールの後方側ポートに移動中のBEAM

BEAMは、2つの金属隔壁、アルミニウム構造体、層間に間隔を置いた複数の柔らかい布地で構成され、内部の拘束装置とブラダーシステムを保護しており、窓も内部電源も備えていない。このモジュールは、共通結合機構によって宇宙ステーションに取り付けられてから約1か月後に拡張された。長さ2.16 m (7 ft 1 in)、直径2.36 m (7 ft 9 in)の梱包状態から、長さ4.01 m (13.2 ft)、直径3.23 m (10.6 ft)の加圧状態まで膨張した。モジュールの質量は1,413 kg (3,115 lb)で、内部の圧力はISS内部と同じ101.3 kPa (14.69 psi)である。
BEAMの内寸は16.0 m3 (570 cu ft)の容積を提供し、乗組員は年に3～4回モジュールに入り、センサーデータの収集、微生物表面のサンプリングの実行、放射線エリアモニターの定期的な交換の実施、およびモジュールの一般的な状態の検査を行う。それ以外の場合、モジュールのハッチは閉じたままにされている。モジュール内部は「パッド入りの白い壁のある大きなクローゼット」と表現されており、中央の2つの支柱にさまざまな機器とセンサーが取り付けられている。

### 放射線遮蔽
柔軟なケブラーのような構造材料は独自のものである。BEAM構造シェル内の多層の柔軟な生地と独立気泡発泡ビニルポリマーは、衝撃防護（ホイップル・シールドを参照）とともに放射線防護を提供すると期待されているが、モデルの計算は実際の測定によって検証する必要がある。
2002年のNASAの研究では、ポリエチレンなどの水素含有量が高い材料は、アルミニウムなどの金属よりも一次および二次放射線を大幅に低減できることが示唆されている。ビニルポリマーは、研究室や他の用途で放射線防護服に使用されることもある。

## BCSSエアロック
2013年、ビゲローは、計画中のビゲロー商業宇宙ステーションでエアロックとして使用するための2番目のBEAMモジュールを構築するという構想について言及した。このモジュールは膨張式であるため、ISSの外で活動できるのが最大2人であるのに対し、最大3人の乗組員や観光客が同時に船外活動をすることができる空間を提供する。

## ギャラリー

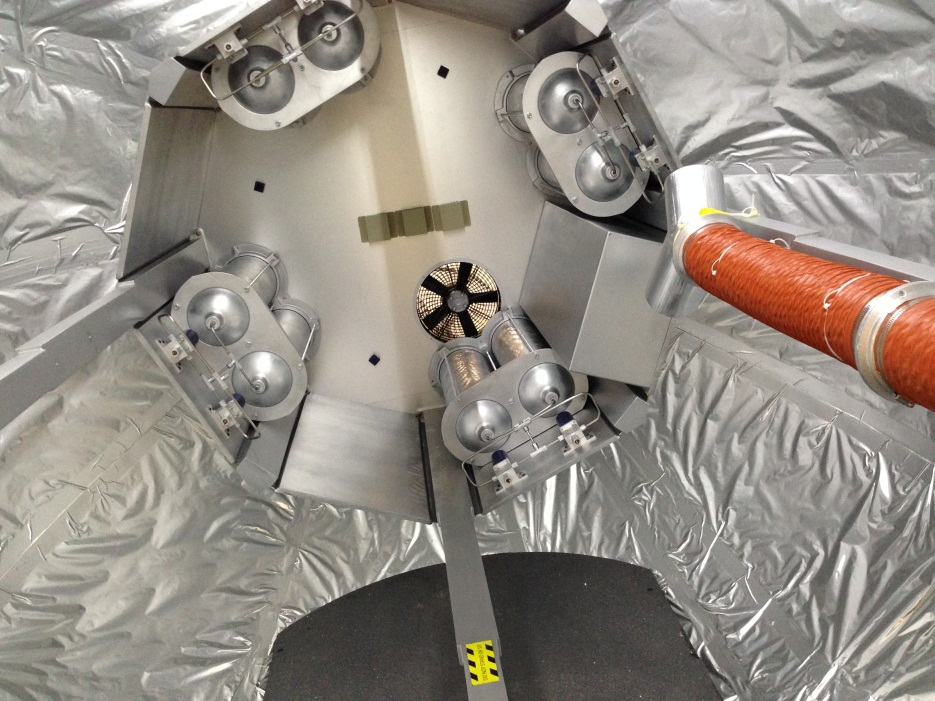
BEAMモックアップの内部
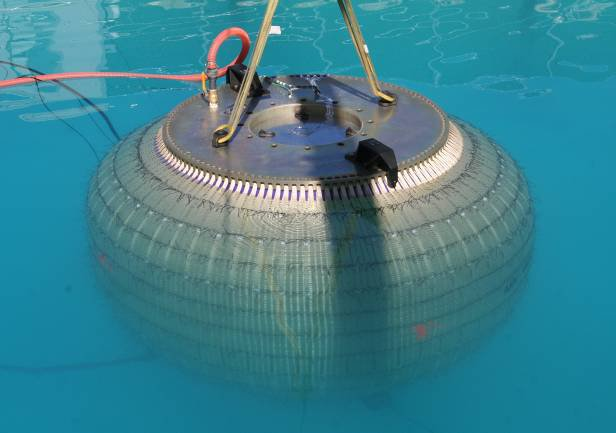
破裂試験中のBEAMの開発ユニット
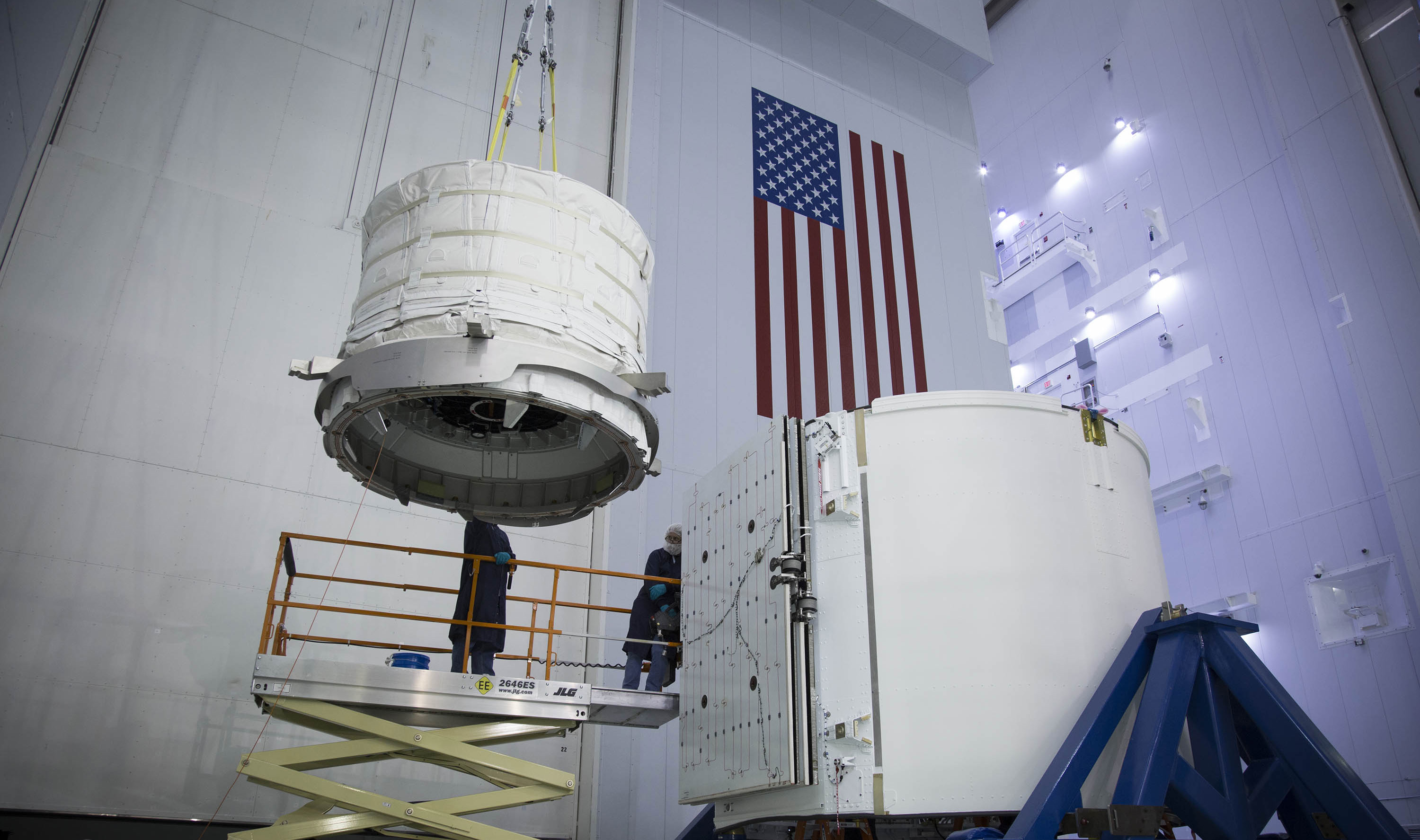
2016年にドラゴンのトランクに搭載されるBEAM